# Château de Geniez
 (décembre 2020).
Le château de Geniez, Géniez ou Géniès, est un château situé à Sauliac-sur-Célé, en France.

## Localisation
Le château est situé sur le territoire de la commune de Sauliac-sur-Célé, dans le département français du Lot.

## Historique
D'après A. Foissac, Le castrum de Géniès a été confié en 1234 à la famille de Géniès par un Cardaillac baron de Saint-Cirq, et leur devait hommage. Il semble en fait que cette donatation évoquée par l'abbé Foissac remonte à environ 1340, elle faite par Hugues de Cardaillac à Géraud de Géniès et concerne non pas Geniez mais Aynac.
Pour Edmond Albe, l'origine du château et du lignage de Geniez remonterait à Geniès de la Roque, chevalier du castrum de Cajarc et mentionné en 1257. La terre de Sauliac (non compris Geniès et Liauzu) appartenait en toute seigneurie, avec haute, moyenne et basse justice, à l'abbé de Marcilhac.
Un acte de 1259 mentionne un Géraud Geniès parmi les chevaliers des castra de Cabrerets et de Larnagol, vassaux de Dorde Barasc.
Les Géniès devaient aussi hommage aux abbés de l'abbé de Marcilhac où ils avaient leur tombeau dans une chapelle de l'abbatiale. 
La première mention certaine du château remonte à 1459-1461 quand au cours d'un procès entre Jean Cornavy et Antoine Geniez, il est écrit « Antoine Ginier est seigneur d’une borie appelée de Genier et de ses appartenances et à cause d’elle seigneur de la rivière de la Celle et des paturages qui sont joignant d’icelle ... ».
Pour Gilles Séraphin, aucune partie du château n'est antérieure au XVe siècle. Valérie Rousset note qu'une tour qui était couronnée de mâchicoulis a été englobée dans le corps de logis occidental et devait appartenir à l'ancienne borie de la famille de Cardaillac remontant au XIIIe siècle.
Les Geniès sont devenus protestants au moment des guerres de religion. En 1569, Claude de Gontaut-Biron, mariée à Jean III Hébrard de Saint-Sulpice a écrit au baron de Biron : « Nous avons ici des voisins qui n'ont cessé toute cette année et ne cessent encore de nous faire journellement beaucoup de fâcheries, causant sur les terres de M. de Saint-Sulpice et de M. de Marcilhac mon frère, pour ruiner et mettre en extrême pauvreté nos paysans et pauvres sujets, s'il n'y est pourvu par votre moyen. Et ceux qui font tels actes, je puis vous assurer qu'ils n'ont suivi camp de cette année m'ont délibéré de le suivre, pour donner assentiment à la cause dont ils se targuent. Je vous les ai bien voulu nommer, à savoir Mr de Geniès, et les soldats qui se retirent dans sa maison, ensemble les Ferrans qui sont deux italiens, ses alliés, pour avoir épousé une sienne sœur ».
En 1573, le château est attaqué et pris par les catholiques. Jean Hébrad de Saint-Sulpice écrit à sa femme : « M. l'amiral voulait faire raser les maisons de Brengues et de Geniès, mais j'ai tant fait que Monsieur ne le veut point, pour l'inconvénient et dommage que nous en pourrions porter et d'autres ». Son propriétaire, Gilbert Ier, est enfermé dans une geôle du château du roi à Cahors où il aurait été assassiné. Le château a été ruiné par les catholiques.
En 1576, Gilbert II de Geniès, seigneur de Langle à Caillac, vend la borie de Geniez à Pierre de Peyronnenc de Saint-Chamarand marié à Françoise de Carbonnières. Bertrand de Peyronnenc, sénéchal d'Agenais, vend le château en 1610 à Jean Viguier de Fraust seigneur de Souilhol. Souilhol est une borie près de Geniès. Le château a été remanié et partiellement reconstruit par Pierre de Peyronnenc ou Jean Viguier de Fraust. Le château est passé ensuite, par mariage, à la branche de Viguier d'Anglanat.
Jacques Salgues, notaire et bourgeois de Sauliac, achète le château et les terres en 1748. Il transforme le château pour le mettre au goût du jour avec les grandes fenêtres couvertes d'arcs segmentaires et un grand comble mansardé. Des pièces d'habitation sont créées et il fait reprendre le décor intérieur. Une grande loggia est construite, ouverte sur une terrasse à balustres, vers le Célé. Le fief devient une exploitation agricole.
Le château est abandonné en 1943 après la mort de son dernier propriétaire résident. Le domaine revient par héritage à madame Salgues de Genies, épouse Byet, en 1970. Depuis cette date les héritiers restaurent et entretiennent le château.
L'édifice est inscrit au titre des monuments historiques le 7 juin 1995.